# Raüf de Lenham
Raüf de Lenham fou un poeta anglonormand del segle xiii, abat de l'abadia d'Eggleston a finals de segle i autor d'un computus titulat Kalender.